# 김태일 (1966년)
김태일(경상남도 마산시, 1966년 12월 18일 ~ )은 대한민국의 언론인이다. 팩트TV가 광복 70주년 기념사업으로 추진하고 있는 '81570 프로젝트'의 기획단장이다.

## 경력
- 1993년 ~ 1995년: 극단 《희망새》 대표
- 2003년 ~ 2004년: 정치시사웹사이트 《라이브이즈닷컴》 대표[5]
- 2007년 12월 ~ 2012년 12월: 인터넷신문 《커널뉴스》의 인터넷방송 <ThinkTV> 보도본부 본부장[6]
- 2013년 1월 ~ : 《팩트TV》 대표 대행